# Einsiedler
Einsiedler – rasa koni, szwajcarski koń sportowy. 

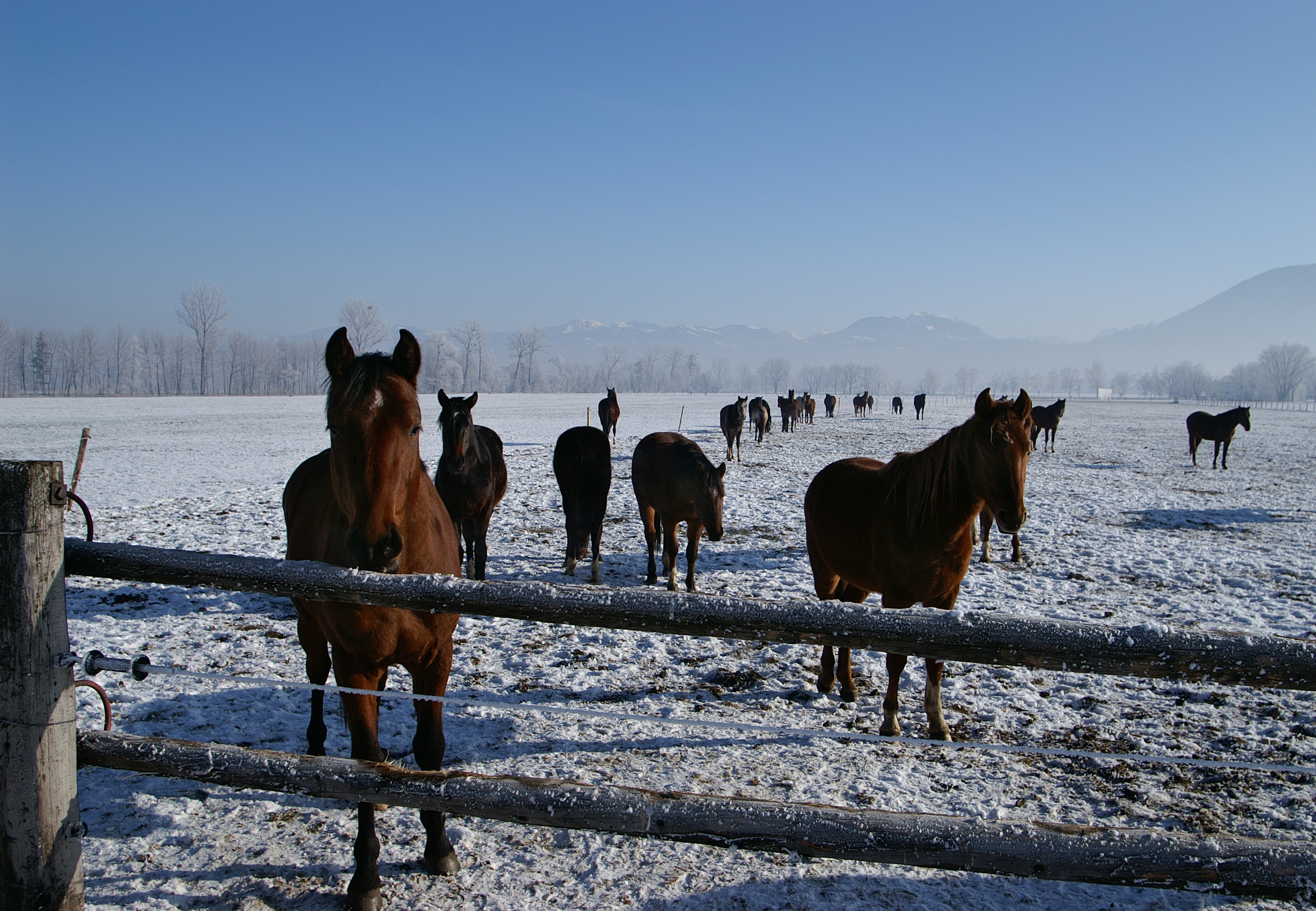
Einsiedler

## Historia
Historia konia sięga X w. i klasztoru benedyktynów o tej samej nazwie. Hodowano tam zwierzęta zdolne do wykonywania wszelkich zadań, wliczając w to lekkie prace rolnicze i pociągowe oraz jazdę wierzchem, a proces hodowlany opierał się na miejscowym stadzie schwyer.
Już w średniowieczu, Benedyktynom udało się stworzyć konia o dużej jakości, który był wówczas znany jako cavalli della madonna. Ale rasa rozwijała się nadal, zaczęto nazywać ją einsiedler (niem. pustelnik, eremita, anachoreta) i w 1655 założono jej księgę stadną.

## Hodowla rasy
Szwajcaria miała długą historię importowania koni. W XVII w. sprowadzono tam wiele tureckich, włoskich, hiszpańskich i fryzyjskich ogierów, które zostały użyte do dalszego rozwoju einsiedlerów. Jednak krzyżówki te, wbrew oczekiwaniom, zamiast poprawić rasę, zepsuły ją. W wyniku tego, stara księga stadna w 1784 została wycofana, a na jej miejsce Ojciec Isidor Moser założył nową. 

W XIX w. użyto ogierów yorkshire coach i klaczy anglonormandzkich, co okazało się sukcesem. Po czym, nadal kontynuowano poprawianie rasy poprzez wprowadzenie krwi holsztyńskiej. 

W XX wieku, z dobrym rezultatem dodano także geny francuskie, irlandzkie, niemieckie, szwedzkie i angielskie. Z tak szerokiego wyboru wpływów, hodowcom udało się stworzyć ustalony typ.
Szwajcarski koń sportowy, jak wiele innych wierzchowców półkrwi, jest poddawany rygorystycznej selekcji oraz testom, co pozwala utrzymać wysoki standard rasy. Ogiery przechodzą testy wydolnościowe w wieku trzech i pół roku oraz pięciu lat, muszą także wykazać się zdolnością skakania, znajomością podstawowych elementów dresażu, pokonywania przeszkód terenowych, umiejętnością pracy w zaprzęgu. Brany jest także pod uwagę ich pokrój. Jest to wszechstronne, utalentowane i atrakcyjne zwierzę, posiadające ogólnie dobry charakter.

## Pokrój konia
Ma szlachetną głowę o dobrych proporcjach, muskularną szyję, szeroką i głęboką klatkę piersiową, skośnie ustawione łopatki, wydłużony, prosty grzbiet i opadający zad. Nogi z reguły są długie i mocne, z odpowiednio wyrażonymi ścięgnami i ładnie uformowanymi kopytami. Maść może być dowolna, a wysokość w kłębie waha się od 155 do 165 cm.